# Abierto de Estados Unidos
El Abierto de Estados Unidos (en inglés: US Open) antiguamente conocido como Campeonato Nacional de Estados Unidos es cronológicamente el cuarto y último torneo oficial de Grand Slam de tenis de la temporada. Se disputa anualmente entre agosto y septiembre, con el fin de semana medio coincidiendo con el feriado del Día del Trabajo en los Estados Unidos. El torneo es uno de los campeonatos de tenis más antiguos del mundo, de hecho es el más antiguo del mundo originalmente conocido como el Campeonato Nacional de Estados Unidos, en el que se jugaron por primera vez individuales y dobles masculinos en agosto de 1881. Es el único Grand Slam que no se vio afectado por la cancelación en la Primera Guerra Mundial, en la Segunda Guerra Mundial ni interrumpido por la Pandemia por COVID-19 desatada en 2020. Se juega en cinco modalidades: individuales de hombres y mujeres, dobles de hombres y mujeres y dobles mixtos, aunque existen también torneos adicionales para jugadores juniors y seniors. Desde 1978, el torneo se disputa en el USTA Billie Jean King National Tennis Center (renombrado así en 2006), en Flushing Meadows, Nueva York.
El Abierto de Estados Unidos pasó de ser un evento puramente recreativo de la alta sociedad, a un torneo que reparte 16 millones de dólares entre más de 600 participantes, incluyendo cerca de un millón para los ganadores de los torneos individuales.

## Historia
El Abierto de los Estados Unidos surgió a partir de la unión de dos torneos independientes: el torneo de hombres y el torneo de mujeres. El primero se llevó a cabo por primera vez en el 31 de agosto de 1881, en el complejo Newport Casino, en Newport (Rhode Island). La única modalidad aceptada entonces eran los individuales masculinos, y el torneo se denominaba U.S. National Singles Championship. Solo se permitía la participación de clubes que eran miembros de la United States National Lawn Tennis Association.
En el año 1900, el campeonato nacional de dobles masculinos de los Estados Unidos se llevó a cabo por primera vez. Se realizaban torneos en el Este y el Oeste del país para determinar las mejores parejas, que eran las ganadoras regionales.
Seis años después de comenzados los torneos masculinos, se realizó el primer campeonato nacional de individuales femeninos de los Estados Unidos, en Filadelfia. A este torneo se agregarían luego el campeonato nacional de dobles femeninos en 1889 y el campeonato nacional de dobles mixtos.
La Era Abierta comenzó en el año 1968 cuando los cinco eventos se unieron en un nuevo torneo que se dio en llamar Abierto de Estados Unidos y que tuvo lugar en el West Side Tennis Club en Forest Hills, Nueva York. Las competiciones se caracterizaron a partir de este año por aceptar profesionales por primera vez en la historia del torneo. En 1968, 96 hombres y 63 mujeres participaron en el evento, que repartía 100.000 dólares en premios.
En 1978 el torneo se mudó desde Forest Hills a Flushing Meadows, donde se sigue disputando anualmente en la actualidad. La cancha principal se denomina Estadio Arthur Ashe, en honor a Arthur Ashe, tenista afrodescendiente que obtuvo el primer Abierto de los Estados Unidos en 1968. La superficie de las canchas utilizadas es dura, razón por la cual el torneo se caracteriza por su tenis de alta velocidad. En 2006, el complejo donde se realiza el torneo pasó a llamarse USTA Billie Jean King National Tennis Center en homenaje a la múltiple campeona norteamericana Billie Jean King.

## Puntos y premios
Los puntos de clasificación para hombres (ATP) y mujeres (WTA) han variado en el Abierto de Estados Unidos a lo largo de los años, pero actualmente los jugadores reciben los siguientes puntos:
| Categoría  | Categoría | G    | F    | SF  | CF  | 4R  | 3R  | 2R  | 1R |
| Individual | Masculino | 2000 | 1300 | 800 | 400 | 200 | 100 | 50  | 10 |
| Individual | Femenino  | 2000 | 1300 | 780 | 430 | 240 | 130 | 70  | 10 |
| Dobles     | Masculino | 2000 | 1300 | 800 | 400 | -   | 200 | 100 | 0  |
| Dobles     | Femenino  | 2000 | 1300 | 780 | 430 | -   | 240 | 130 | 10 |

El premio en metálico otorgado en los torneos masculinos y femeninos se distribuye por igual.

Actualmente los jugadores reciben los siguientes premios en metálico: 
| Categoría  | G            | F            | SF         | CF         | 4R         | 3R         | 2R         | 1R        |
| Individual | US$3,000,000 | US$1,800,000 | US$775,000 | US$455,000 | US$284,000 | US$191,000 | US$123,000 | US$81,500 |
| Dobles     | US$700,000   | US$350,000   | US$180,000 | US$100,000 | -          | US$58,000  | US$36,800  | US$22,000 |

## Palmarés
- Individual masculino
- Individual femenino
- Dobles masculino
- Dobles femenino
- Dobles mixto

### Campeones actuales
| Categoría            | Campeón                            | Subcampeón                      | Resultado     |
| Individual Masculino | Jannik Sinner                      | Taylor Fritz                    | 6-3, 6-4, 7-5 |
| Individual Femenino  | Aryna Sabalenka                    | Jessica Pegula                  | 7-5, 7-5      |
| Dobles Masculino     | Max Purcell Jordan Thompson        | Kevin Krawietz Tim Puetz        | 6-4, 7-6(4)   |
| Dobles Femenino      | Lyudmyla Kichenok Jeļena Ostapenko | Kristina Mladenovic Shuai Zhang | 6-4, 6-3      |
| Dobles Mixto         | Sara Errani Andrea Vavassori       | Taylor Townsend Donald Young    | 7-6(0), 7-5   |

## Récords
| Categoría masculina               |      |                         |         | |
| Récord                            | Era  | Jugador                 | Títulos | Detalle de los títulos |
| Títulos individuales              | Pre  | Richard Sears           | 7       | 1881–87 |
| Títulos individuales              | Pre  | William Larned          | 7       | 1901–02, 1907–11 |
| Títulos individuales              | Pre  | Bill Tilden             | 7       | 1920–25, 1929 |
| Títulos individuales              | Open | Jimmy Connors           | 5       | 1974, 1976, 1978, 1982–83 |
| Títulos individuales              | Open | Pete Sampras            | 5       | 1990, 1993, 1995–96, 2002 |
| Títulos individuales              | Open | Roger Federer           | 5       | 2004–08 |
| Títulos individuales consecutivos | Pre  | Richard Sears           | 7       | 1881–87 |
| Títulos individuales consecutivos | Open | Roger Federer           | 5       | 2004–08 |
| Títulos de dobles                 | Pre  | Richard Sears           | 6       | 1882–84, 1886–87 (James Dwight) 1885 (Joseph Clark)                                                                          |
| Títulos de dobles                 | Pre  | Holcombe Ward           | 6       | 1899–1901 (Dwight F. Davis) 1904–06 (Beals Wright)                                                                           |
| Títulos de dobles                 | Open | Mike Bryan              | 6       | 2005, 2008, 2010, 2012, 2014 (Bob Bryan) 2018 (Jack Sock)                                                                    |
| Títulos de dobles consecutivos    | Pre  | Richard Sears           | 7       | 1881–87 |
| Títulos de dobles consecutivos    | Open | Rajeev Ram              | 3       | 2021–23 |
| Títulos de dobles consecutivos    | Open | Joe Salisbury           | 3       | 2021–23 |
| Títulos de dobles mixto           | Pre  | Edwin Fischer           | 4       | 1894–96 (Juliette Atkinson) 1898 (Carrie Neely)                                                                              |
| Títulos de dobles mixto           | Pre  | Wallace Johnson         | 4       | 1907 (May Sayers) 1909, 1911, 1915 (Hazel Hotchkiss Wightman)                                                                |
| Títulos de dobles mixto           | Pre  | Bill Tilden             | 4       | 1913–14 (Mary Browne) 1922–23 (Molla Mallory)                                                                                |
| Títulos de dobles mixto           | Pre  | Bill Talbert            | 4       | 1943–46 (Margaret Osborne duPont)                                                                                            |
| Títulos de dobles mixto           | Open | Owen Davidson           | 4       | 1966 (Donna Floyd) 1967, 1971, 1973 (Billie Jean King)                                                                       |
| Títulos de dobles mixto           | Open | Marty Riessen           | 4       | 1969–70, 1972 (Margaret Court) 1980 (Wendy Turnbull)                                                                         |
| Títulos de dobles mixto           | Open | Bob Bryan               | 4       | 2003 (Katarina Srebotnik) 2004 (Vera Zvonareva) 2006 (Martina Navratilova) 2010 (Liezel Huber)                               |
| Títulos totales                   | Pre  | Bill Tilden             | 16      | 1913–29 (7 individuales, 5 dobles, 4 mixtos)                                                                                 |
| Títulos totales                   | Open | Bob Bryan               | 9       | 2003–14 (5 dobles, 4 mixtos)                                                                                                 |
| Categoría femenina                |      |                         |         | |
| Títulos individuales              | Pre  | Molla Mallory           | 8       | 1915–18, 1920–22, 1926 |
| Títulos individuales              | Open | Chris Evert             | 6       | 1975–78, 1980, 1982 |
| Títulos individuales              | Open | Serena Williams         | 6       | 1999, 2002, 2008, 2012–14 |
| Títulos individuales consecutivos | Pre  | Molla Mallory           | 4       | 1915–18 |
| Títulos individuales consecutivos | Pre  | Helen Jacobs            | 4       | 1932–35 |
| Títulos individuales consecutivos | Open | Chris Evert             | 4       | 1975–78 |
| Títulos de dobles                 | Pre  | Margaret Osborne duPont | 13      | 1941 (Sarah Palfrey Cooke) 1942–50, 1955–57 (Louise Brough)                                                                  |
| Títulos de dobles                 | Open | Martina Navratilova     | 9       | 1977 (Betty Stöve) 1978, 1980 (Billie Jean King) 1983–84, 1986–87 (Pam Shriver) 1989 (Hana Mandlíková) 1990 (Gigi Fernández) |
| Títulos de dobles consecutivos    | Pre  | Margaret Osborne duPont | 10      | 1941 (Sarah Palfrey Cooke) 1942–50 (Louise Brough)                                                                           |
| Títulos de dobles consecutivos    | Open | Virginia Ruano Pascual  | 3       | 2002–04 |
| Títulos de dobles consecutivos    | Open | Paola Suárez            | 3       | 2002–04 |
| Títulos de dobles mixto           | Pre  | Margaret Osborne duPont | 9       | 1943–46 (Bill Talbert) 1950 (Ken McGregor) 1956 (Ken Rosewall) 1958–60 (Neale Fraser)                                        |
| Títulos de dobles mixto           | Open | Margaret Court          | 3       | 1969–70, 1972 (Marty Riessen)                                                                                                |
| Títulos de dobles mixto           | Open | Billie Jean King        | 3       | 1971, 1973 (Owen Davidson) 1976 (Phil Dent)                                                                                  |
| Títulos de dobles mixto           | Open | Martina Navratilova     | 3       | 1985 (Heinz Günthardt) 1987 (Emilio Sánchez) 2006 (Bob Bryan)                                                                |
| Títulos totales                   | Pre  | Margaret Osborne duPont | 25      | 1941–60 (3 individuales, 13 dobles, 9 mixtos)                                                                                |
| Títulos totales                   | Open | Martina Navratilova     | 16      | 1977–2006 (4 individuales, 9 dobles, 3 mixtos)                                                                               |

| Miscelánea                      |           |                                             |                |                    |
| Récord                          | Categoría | Jugador                                     | Edición        | Detalle del récord |
| Campeon más joven               | M         | Pete Sampras                                | 1990           | 19 años y 1 mes    |
| Campeon más joven               | F         | Tracy Austin                                | 1979           | 16 años y 8 meses  |
| Campeon más veterano            | M         | William Larned                              | 1911           | 38 años y 8 meses  |
| Campeon más veterano            | F         | Molla Mallory                               | 1926           | 42 años y 5 meses  |
| Campeon sin ser cabeza de serie | M         | Andre Agassi                                | 1994           |                    |
| Campeon sin ser cabeza de serie | F         | Kim Clijsters Sloane Stephens Emma Raducanu | 2009 2017 2021 |                    |